# Thomas Wentworth, 1. hrabě ze Straffordu (1672–1739)
Thomas Wentworth, 1. hrabě ze Straffordu (Thomas Wentworth, 1st Earl of Strafford, 1st Viscount Wentworth, 3rd Baron Wentworth of Raby Castle) (17. září 1672 – 15. listopadu 1739) byl britský šlechtic, vojevůdce a diplomat. Od mládí sloužil v armádě, jako úspěšný vojevůdce se prosadil za války o španělské dědictví, kdy dosáhl hodnosti generálporučíka. Byl též diplomatem v Berlíně a Haagu. V roce 1711 byl povýšen na hraběte a obdržel Podvazkový řád, v letech 1712–1714 byl ve funkci ministra námořnictva také členem vlády. Po nástupu hannoverské dynastie byl odvolán z funkcí a přiklonil se k jakobitům, od té doby žil převážně v soukromí.

## Životopis

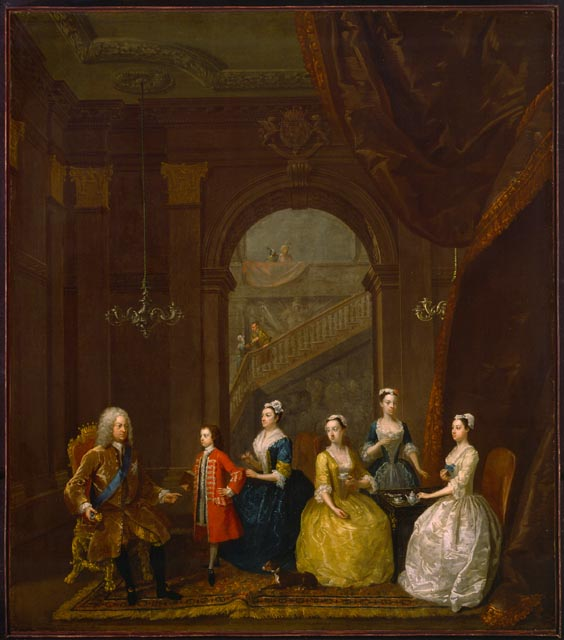
Hrabě ze Straffordu s rodinou (1732, Kanadská národní galerie)

Pocházel ze starobylého šlechtického rodu Wentworthů z hrabství Yorkshire, byl synem Sira Williama Wentwortha, šerifa v Yorku, a mimo jiné prasynovcem 1. hraběte ze Straffordu popraveného v předvečer anglické občanské války. Ještě za vlády Jakuba II. se stal pážetem jeho manželky královny Marie Modenské, po Slavné revoluci bojoval ve Skotsku v řadách vojska Viléma Oranžského. Později se zúčastnil devítileté války v Evropě a rychle postupoval v hodnostech (major 1693, plukovník 1697). Mezitím po vzdáleném bratranci Williamu Wentworthovi, 2. hraběti ze Straffordu, zdědil titul barona z Raby Castle a vstoupil do Sněmovny lordů (1695), od roku 1695 byl též komořím krále Viléma Oranžského. Následně se vyznamenal ve válce o španělské dědictví, pod velením vévody z Marlborough bojoval ve Flandrech a dosáhl dalšího kariérního postupu v armádě (brigádní generál 1703, generálmajor 1704, generálporučík 1707). Souběžně se uplatňoval jako diplomat, v roce 1701 byl pověřen zvláštní misí k pruskému králi do Berlína. V Berlíně byl pak mimořádným vyslancem (1703–1705) a nakonec stálým velvyslancem (1705–1711). V roce 1711 byl povýšen na hraběte ze Straffordu (tento titul náležel předtím vymřelé starší rodové linii) a stal se členem Tajné rady. V letech 1711–1713 byl vyslancem v Haagu a v roce 1712 byl jmenován rytířem Podvazkového řádu. V letech 1712–1714 byl členem vlády ve funkci prvního lorda admirality, v této době ale nadále pobýval na kontinentu a v závěru války o španělské dědictví se zúčastnil mírových jednání v Utrechtu. Po smrti královny Anny byl členem místodržitelského sboru před příjezdem nového krále Jiřího I. Krátce poté byl parlamentem obviněn z nevýhodné mírové smlouvy z Utrechtu, v roce 1714 byl vyloučen z Tajné rady a v následujících letech vystupoval jako stoupenec jakobitů. Ve prospěch Stuartovců měl účast v několika spiknutích a od Jakuba III. obdržel v roce 1722 titul vévody ze Straffordu, který však v Británii nebyl uznán. Poté žil v soukromí a již jen výjimečně se zúčastnil jednání Sněmovny lordů.

## Rodina a majetek

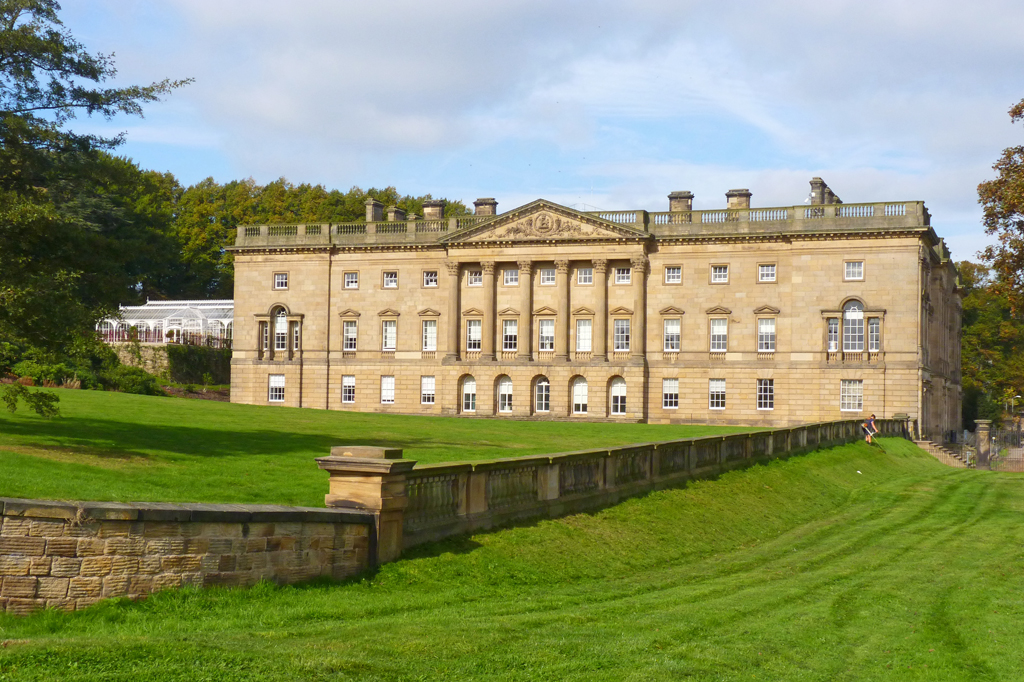
Zámek Wentworth Castle v hrabství Yorkshire, sídlo hrabat ze Straffordu v 18. století

V roce 1711 se oženil s Anne Johnson (1684–1754), dcerou a dědičkou bohatého statkáře a podnikatele Sira Henryho Johnsona, věnem obdržela 60 000 liber. Z jejich manželství pocházely čtyři děti.
- 1. Anne (1712–1797), ∞ William James Conolly (1706–1754), poslanec irského a britského parlamentu
- 2. Lucy (1718–1771), ∞ Sir George Howard (1718–1796), polní maršál
- 3. Harriet (Henrietta) (1720–1786), ∞ Henry Vernon (1718–1765), poslanec Dolní sněmovny
- 4. William Wentworth, 2. hrabě ze Straffordu (1722–1791)

Od roku 1708 vlastnil panství Stainborough v hrabství Yorkshire. Zdejší zámek byl později přejmenován na Wentworth Castle a jeho výstavba probíhala v několika etapách i za Thomasova syna Williama. Titul hrabat ze Straffordu zanikl v roce 1799 a později byl udělen rodině Byngů, která byla s Wentworthy v příbuzenském vztahu přes rod Conolly.